# Château de Saint-André du Coing
Pour les articles homonymes, voir Château de Saint-André.
Le château de Saint-André du Coing est situé sur la commune de Saint-Didier-au-Mont-d'Or, dans le département du Rhône à une altitude de 320 mètres environ.

## Description
Le domaine actuel, niché dans un vallon, couvre une superficie de 12 hectares.

Il existait initialement une maison forte nommée la Rionde. Le château actuel, qui remonte au XVIe siècle, aurait été bâti soit sur des fondations de l’ancienne construction, soit à proximité. Les vestiges de deux tours sur ce site iraient dans le sens de la première hypothèse. L’ensemble regroupe un logis principal de plan rectangulaire et trois bâtiments annexes desservis par une cour.
Logis principal
La façade nord ouest est percée de fenêtres à croisée en pierres dorées datant du XVIe siècle.
La façade sud est, du XVIIe siècle, s’étage sur trois niveaux. On y voit encore la trace d’une ancienne arcade. Un escalier non centré donne accès à la terrasse.
À l’intérieur, plusieurs époques se chevauchent. Les grisailles des salons et du bureau, figurant des putti, des rinceaux et des médaillons à l’antique, ont été peintes au XVIIe siècle et sont vraisemblablement l’œuvre de Pietro Ricci. Certaines pièces ont conservé leur caractère du XVIIIe siècle. Tel est le cas de la cuisine, dont la cheminée est datée de 1774, et des boiseries du grand salon. L’aménagement de la salle à manger, des chambres et de la bibliothèque, avec son plafond peint, date quant à lui du XIXe siècle.
Dépendances
On trouve d’est en ouest, un bâtiment contenant un cuvier et une orangerie, un corps de ferme communiquant avec le premier étage du logis principal par une galerie, et une salle de fraîcheur.
Terrasse
La terrasse, devant la façade principale (sud est), est bordée par un mur de soutènement délimité par deux tours et percé de niches qui ont pu abriter une orangerie. Elle s’ouvre sur les jardins par un escalier à balustrade et à double volée de marches. Elle est prolongée à l’ouest par une allée donnant sur le parc et au nord est par une allée d’accès bordée de marronniers.
Parc
Deux allées perpendiculaires qui se croisent à l’endroit d’un bassin circulaire découpent quatre parterres agrémentés de topiaires. Un bois occupe la partie nord est du domaine. Le reste du parc, autrefois un verger, est actuellement aménagé en prairie.
Le château est inscrit depuis le 5 septembre 2007. Il ne se visite pas.

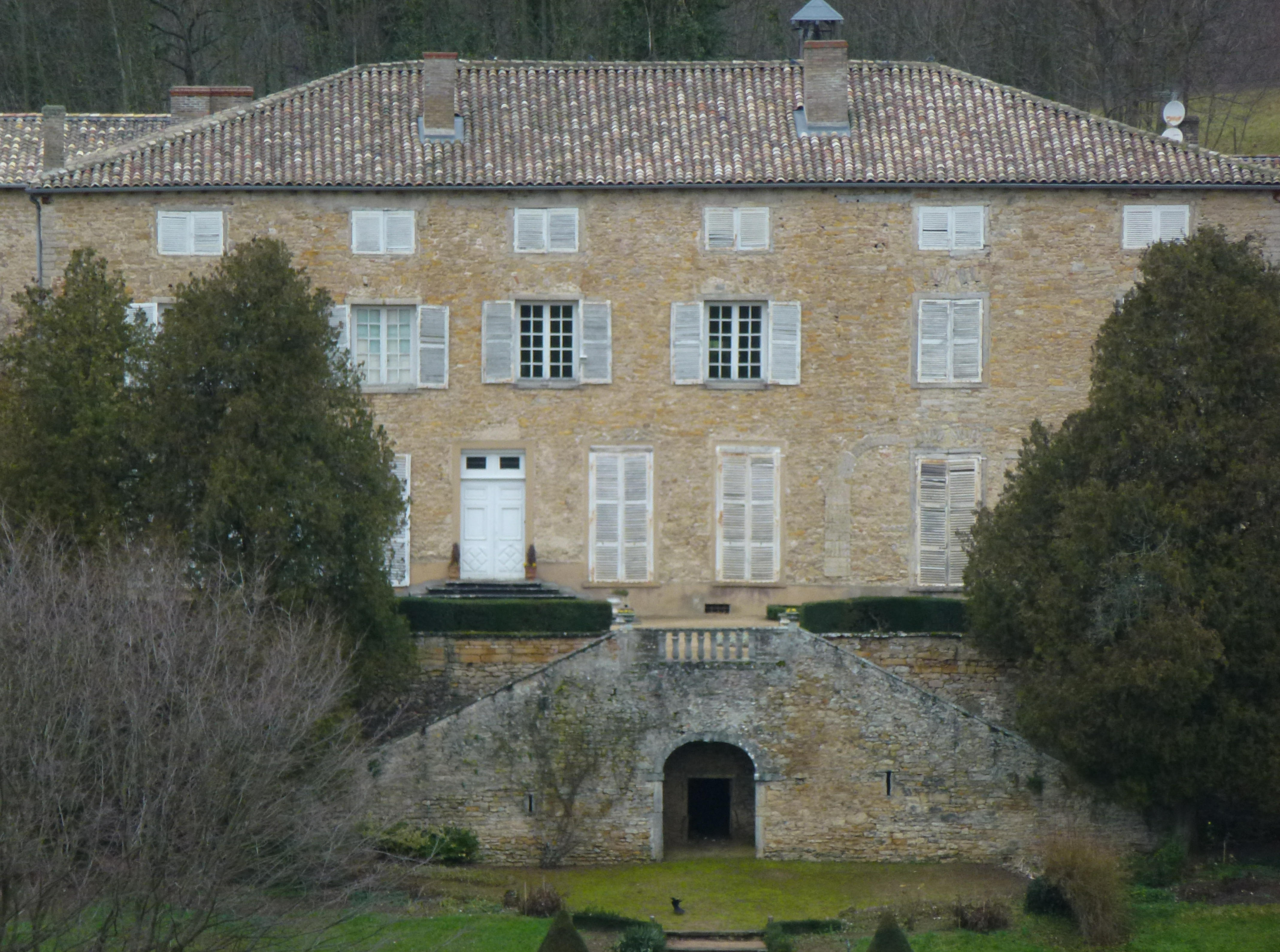
Façade principale.
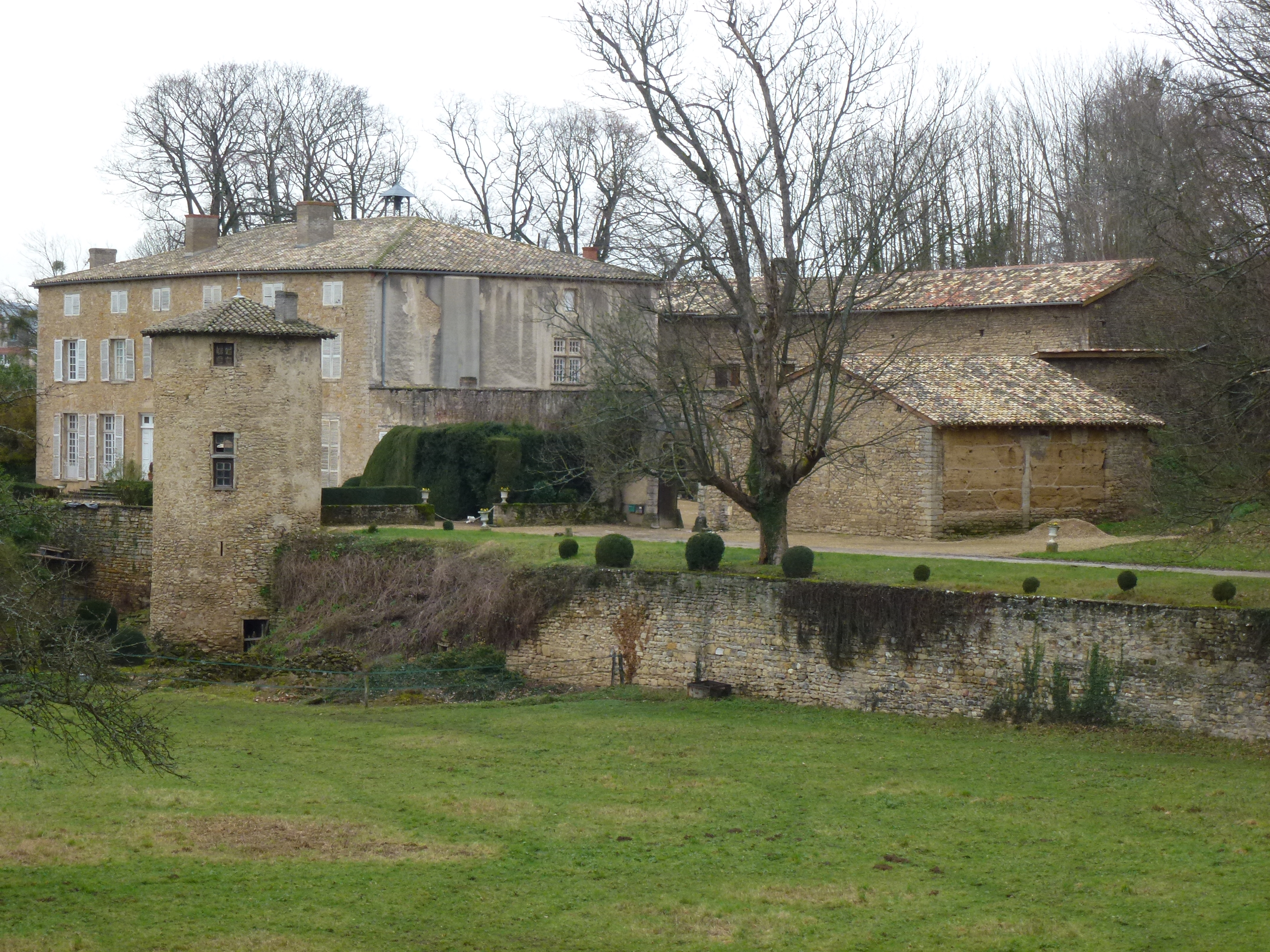
Côté est.
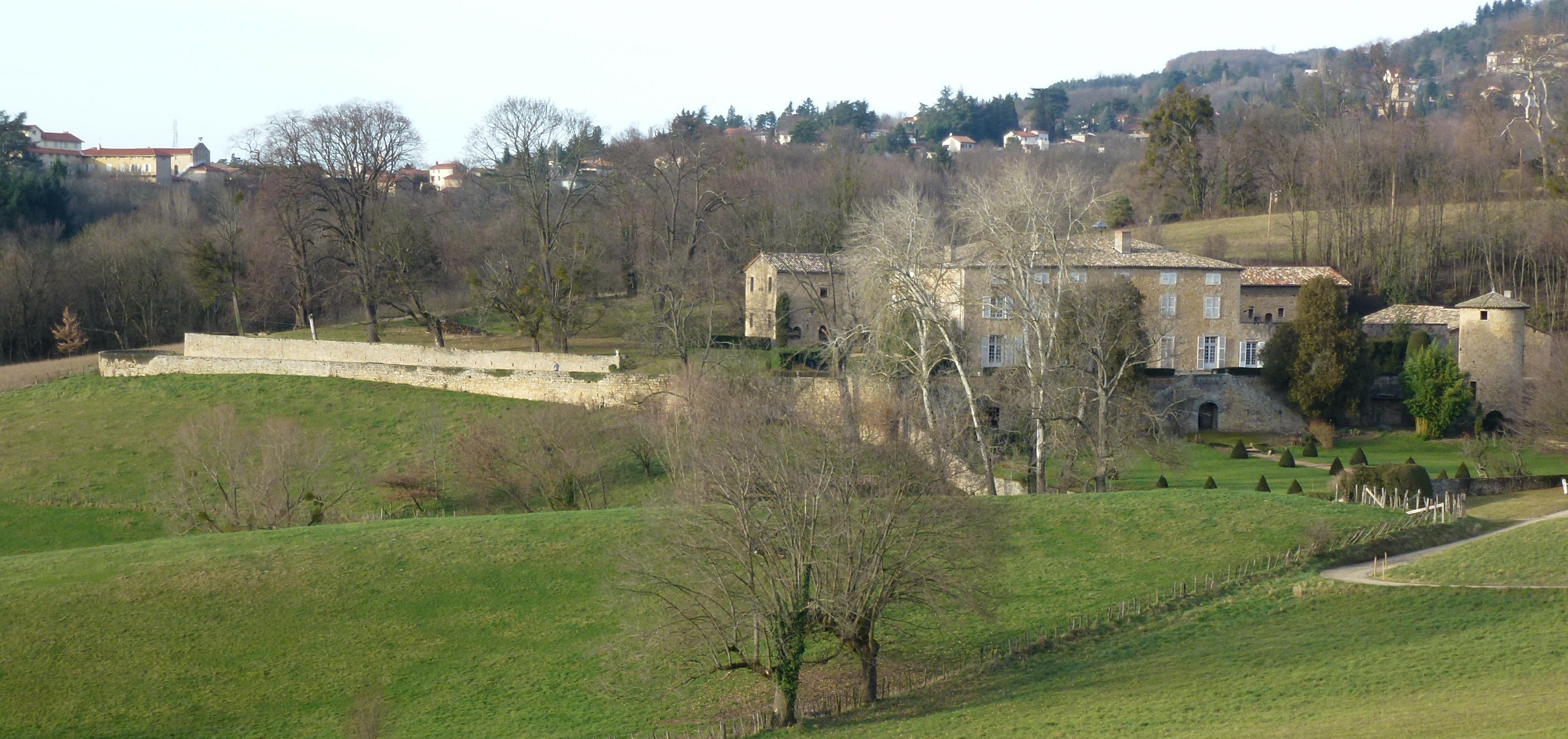
Vue générale et prairie.

## Historique
On trouvera ci-après la succession des propriétaires connus du château de Saint-André du Coing.
Église de Lyon
Au Moyen Âge, le fief appartient aux archevêques de Lyon.
Masso de la Garde
En 1583, Pierre de Saint-Priest d'Épinac, archevêque de Lyon, vend la seigneurie à Guyot de Masso, échevin, qui avait épousé en premières noces Marie Teste et s’était remarié en 1595 avec Jeanne Buatier (morte en 1629).
Sève
Mathieu II épouse Marie Grollier (morte en 1609).
Pierre (1602 – 1663), fils des précédents, épouse Antoinette du Gué (morte en 1701).
Vande
Avant 1738, Horace, écuyer, est cité comme propriétaire; il avait épousé en 1712 Marie Chollier.
Barral de Rochechinard
Charles Gabriel Justin Camille (1712 – 1784) épouse en 1741 Claudine (vers 1720 – 1791), fille du précédent.
Quatrefages de la Roquette
En 1766, Rodolphe (né en 1734) achète le domaine ; il avait épousé en 1758 Anne Odette Possuel de Verneaux.
Jean Rodolphe (né en 1763), fils des précédents, épouse en 1787 Bonne Marie Charlotte Meulan d’Ablois.
Révolution
Le château est vendu comme bien national. Il est ensuite acquis par M. Sériziat, négociant à Lyon, puis par Jean-François Vigière et son épouse Marie Perrochiat (née en 1774).
Ponchon
En 1820, ces derniers vendent le bien à François Ponchon (1780 – 1861) qui avait épousé en 1817 Éléonore Morand de Jouffrey  (1793 – 1876) , petite fille de l'architecte lyonnais Jean-Antoine Morand de Jouffrey.
Époque actuelle
Le château appartient à une société privée.

## Armoiries
- Sève: Fascé d’or et de sable de six pièces, à la bordure componée du même.
- Barral: De gueules à trois bandes d’argent.